# Square Deal
Square Deal, do češtiny překládaný jako Poctivé zacházení či Rovné zacházení, pojmenovává soubor politik, návrhů a idejí, jež, na počátku 20. století, tvořily základ domácí politiky amerického prezidenta Theodora Roosevelta. Jednalo se o program komponovaný z bodů o „třech C“: conservation of natural resources, control of corporations, consumer protection (česky: uchovávání přírodních zdrojů, regulace korporací, ochrana spotřebitelů). I díky této doktríně se prezidentu Rooseveltovi podařilo potlačit, v USA dlouho vládnoucí, ideu individualismu, společně s ukončením posilování moci monopolů na úkor dělníků, a nastartovat Éru pokroku, která přinesla USA mnoho sociálních a ekonomických reforem.

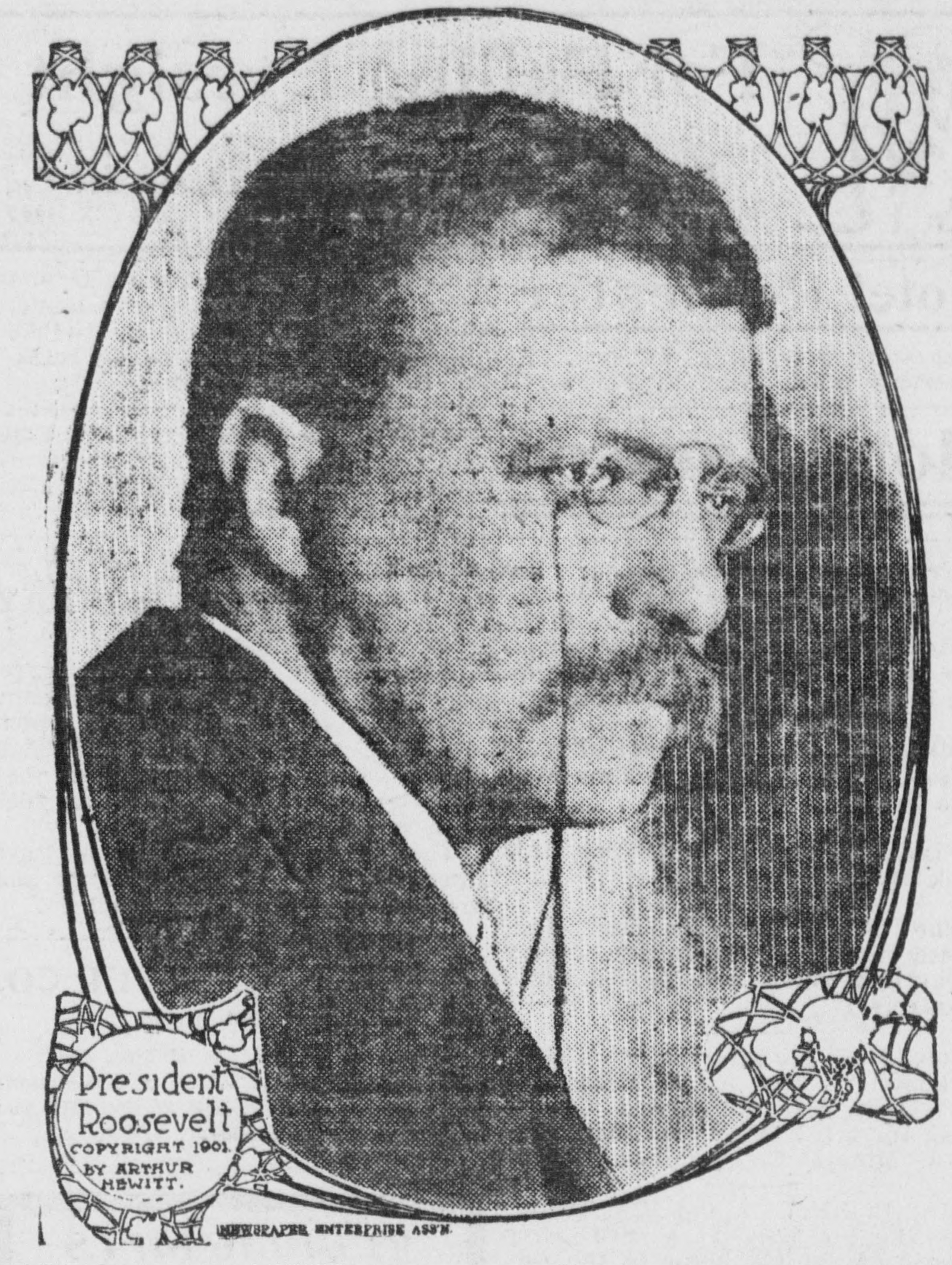
Theodore Roosevelt, pionýr amerického progresivismu

Roosevelt frázi nevymyslel, ta pochází již z konce 19. století, ale díky hojnému užívání ve svých proslovech, a během řešení uhelné stávky v roce 1902, kdy Roosevelt přistupoval k horníkům rovnocenně jako k majitelům dolů, je termín spojován právě s prezidentem Rooseveltem.

## Počátek doktríny
Roosevelt věřil, že vláda by měla aktivně využívat svých zdrojů k dosažení ekonomické a sociální spravedlnosti. Když země musela na podzim roku 1902 čelit stávce v uhelných dolech v Pensylvánii; a jak se blížila zima, Roosevelt se rozhodl, že bude ve sporu intervenovat. I přesto, že jako prezident neměl oficiální pravomoci k vyjednávání a ukončení stávky, svolal si představitele obou stran do Bílého domu. Když majitelé dolů odmítli jednat, zosnoval prezident plán, jak přinutit obě strany ke společným rozhovorům. Místo vyslání federálního vojska k rozehnání stávky pohrozil prezident obsazením dolů, a jejich přechodem pod správu federální vlády. Po tomto ultimátu se majitelé a odbory podřídili Rooseveltovým doporučením.
Roosevelt označil urovnání uhelné stávky za „square deal“, tedy že každý získal dohodou to, co mu náleželo.

V roce 1903 začal Roosevelt používat termín s pravidelností. Dne 27. května 1903 prezident zahrnul termín do dvou ze svých projevů v Montaně, nejdříve k nebělošským občanům, pronesl toto:
V Santiagu jsem bojoval pro boku nebělošských vojáků 9. a 10. kavalérie. Pokud je člověk dost dobrým na to, aby byl zastřelen po mém boku, pod stejnou vlajkou, je pro mě dost dobrý na to, aby dostal šanci k rovnému zacházení v životě občanském.
Ten samý den řekl Roosevelt Silver Bow Labor and Trades Assembly of Butte, že on je tím, kdo se snaží:
Být americkým prezidentem, který bude jednat podle principu, který dá Rovné zacházení každému a všem.
Neméně prezident vztahoval přístup Rovného zacházení k afroamerickým občanům:
Vše, co chci, je Rovné zacházení pro černochy. Je-li způsobilý volit podle standardů, jaké klademe na bělošské muže, nechť volí. Pokud není, tak ne. Pokud není způsobilý k výkonu v úřadě vyžeňme ho; ne proto, že je černoch, ale proto, že je nezpůsobilý. Pokud, na druhou stranu, způsobilý je, jmenujme ho; znovu, ne proto, že je černoch, ale proto, že je k tomu způsobilý.
Roosevelt také napsal Paulu Laceymu:
Existuje-li jedna věc, za kterou toužím stát, je to Rovné zacházení, z důvodu vlídné spravedlnosti mezi mužem a mužem, bez ohledu na jeho vyznání či místa narození, nehledě možného společenského postavení, do té doby, dokud, ve svém životě a práci, zastává vlastností, které mu opatřují úcty ostatních. 

## Obsah
Pro volby v roce 1904 dokonce vyšla brožurka nesoucí název A Square Deal for Everyman (česky: Rovné zacházení pro obyčejné lidi), vytvořená Robertem J. Thompsonem, která zahrnovala slavné příklady užití termínu během projevů prezidenta Roosevelta. Spisovatel Owen Wister zopakoval slovní obrat v roce 1905 na obálce Saturday Evening Post: „After Four Years: A Square Deal for Every Man.“ Termín se také objevil na stránkách Harper's Weekly, a na obalu časopisu Puck v roce 1905.
Postupem času začal být Square Deal historiky vztahován k legislativě a zákonům spojených s Rooseveltovým prezidentstvím, zejména těmi činy, které stály na principu fair play a rovnostářství. Spor The Northern Securities, the Elkins and Hepburn Acts, vytvoření the Bureau of Corporations, a kroky prezidentovy administrativy v otázce rozbíjení trustů nastiňují Rooseveltovu chuť vyrovnat mocenskou nerovnováhu mezi korporacemi a prostým lidem.
The Meat Inspection Act a the Pure Food and Drug Act jsou známými případy prezidentova přesvědčení, že korporace by neměly profitovat na úkor blaha veřejnosti.

## Důsledky
Square deal byl snahou k dosažení férového zacházení pro všechny strany: pracovní sílu i vedení firem a korporací, spotřebitele a podnikání, stavební investory i ochránce přírody.

### Ochrana přírody
Roosevelt byl prvním americkým prezidentem, co se snažil o uchovávání přírody. Přirovnával povahu amerických obyvatel k nespoutanosti amerických regionů. Prezident chtěl přetransformovat USA ze země, která jen využívá svých přírodních zdrojů na zem o ně důkladně pečující. Po znovuzvolení v roce 1904 se Roosevelt uchýlil k politice omezování role států a místních samospráv v řízení přírodních zdrojů, protože se domníval, že jen federální vláda dokáže tyto zdroje úspěšně spravovat.

### Regulace korporací
Trusty se, na přelomu 19. a 20. století, stávaly stále důležitějším tématem, a mnozí se domnívali, že by jejich moc mohla zajít až tak daleko, že by tvorbou monopolů mohli okrádat zákazníky a zbavovat se malé, nezávislé konkurence. K roku 1904, kontrolovalo v USA 318 trustů dvě pětiny národní produkce. V jednom ze svých projevů v Kongresu nastínil Roosevelt svou ekonomickou politiku, když žádal o omezení velkých korporací. Navzdory vyjádřené podpoře odborům, podporoval zlatý standard, ochranná cla a nižší daně – k radosti velkých společností. Pro svou agresivní antitrustovou politiku si vysloužil přezdívku „Trust Buster“ (česky: Ničitel trustů).
Roosevelt také naléhal na Nejvyšší soud USA, aby se podvolil plánům žalob federální vlády. Takovým příkladem byl Elkins Act, který konstatoval, že železnice již nemají právo dávat rabat svým spřáteleným firmám.
Hepburn Act opravňoval Mezistátní komisi pro obchod k určení maximální sazby u železnic a zastavení praktik, při kterých byly vydávány jízdenky zdarma pro přátele finančních zájmů železničních společností. Kromě toho mohla Mezistátní komise pro obchod přezkoumávat finanční záznamy železničních společností. Pro jakoukoliv železniční společnost, která by vzdorovala, platilo, že do pravomocného rozhodnutí soudu platí rozhodnutí komise.

### Ochrana spotřebitele
Po rozkrytí kauzy o ohavných výrobních podmínkách v amerických masokombinátech, která vyvolala značnou nevoli americké veřejnosti, protlačil v roce 1906 Roosevelt Kongresem zákony: Meat Inspection Act of 1906 a Pure Food and Drug Act.
- The Meal Inspection Act of 1906: Zakazuje klamné etikety and konzervanty, které obsahují zdraví škodlivé chemikálie.
- The Pure Food and Drug Act: Zakazuje k prodeji a přepravě nečisté či štítkem špatně označené jídlo.[6]